# Catedral basílica de San Miguel (Sherbrooke)

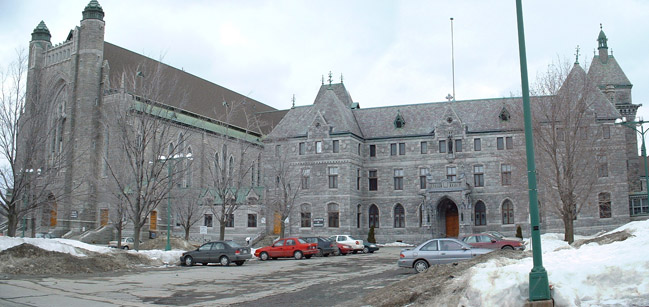
Vista de la catedral

La basílica catedral de San Miguel de Sherbrooke (en francés: Basilique-cathédrale Saint-Michel de Sherbrooke) es un edificio religioso de la Iglesia católica que está situado en la provincia de Quebec, al este de Canadá, que es la sede de la arquidiócesis de Sherbrooke, cubriendo las diócesis de Sherbrooke, Saint- Hyacinthe y Nicolet. También es la iglesia del regimiento de la 52e Ambulance de campagne.
Fue construido en lo alto de los acantilados de Saint- Michel, según los planos del arquitecto Louis-Napoléon Audet, en el centro de la ciudad de Sherbrooke. Con una arquitectura neogótica, el edificio se inspiró en la catedral de Notre Dame de París en el diseño con las dos torres en la parte delantera. Su construcción, sin embargo, permanece sin terminar por falta de fondos: dos pequeñas torres restán por construir.
Obispo Georges Cabana logró que la catedral se erigiera en basílica menor con autorización del papa Juan XXIII el 31 de julio de 1959.